# 震泽县
震泽县是清代江苏省苏州府所辖的一个县。
1724年（清雍正二年），由于苏州府吴江县人口、赋税繁多，分出其西部设立震泽县，2县共用1个县城，同属苏州府管辖。1912年（民国元年）撤废震泽县，并入吴江县。
震泽县下设有平望、震泽二巡司，分驻平望镇、震泽镇。